# Шермухамедов, Саид
Саид Шермухамедов — советский государственный и политический деятель, учёный-философ, доктор философских наук, профессор, действительный член Академии наук Республики Узбекистан (1994).

## Биография
Родился в 1930 году в Каракульском районе Бухарской области. Член КПСС с 1953 года.
С 1953 года — на хозяйственной, общественной и политической работе. В 1953—1992 гг. — аспирант, старший научный сотрудник, научный секретарь, заведующий сектора этики и эстетики Института философии и права АН Узбекской ССР, заместитель заведующего отделом науки и культуры ЦК КП Узбекистана, заведующий отделом культуры ЦК КП Узбекистана, министр просвещения Узбекской ССР, директор НИИ педагогических наук Узбекистана.
Избирался депутатом Верховного Совета Узбекской ССР 7-10-го созывов.
Умер в Ташкенте в 2016 году.